# Хана (Гавайи)
Хана (англ. Hana) — статистически обособленная местность в округе Мауи, штат Гавайи , США. Население при переписи 2010 года составляло 1235 человек . Город расположен в восточной части острова Мауи и является одним из самых изолированных сообществ в штате .

## История
Хана впервые был заселен между 500 и 800 годами нашей эры полинезийскими народами. Первая плантация сахарного тростника в этом районе была основана Джорджем Уилфонгом в 1849 году, а к 1883 году работало уже шесть плантаций. К 1946 году все поля сахарного тростника закрылись, в результате чего рабочие переехали в западную часть острова Мауи. В том же году был открыт отель «Каюки Инн», сегодня известный как отель «Траваса-Хана», благодаря которому стал развиваться туристический бизнес.
Строительство знаменитого извилистого и живописного шоссе Хана было завершено в 1926 году. Первоначально, вымощенное гравием, оно обеспечило первый доступ наземного транспорта в город. Численность населения Ханы достигло своего пика в первой половине двадцатого века, составив около 3500 человек.

## География и климат
Площадь города составляет 30,3 км², из которых 27,3 км² — это суша, водная поверхность 3,0 км² . Климат Ханы жаркий и влажный круглый год, типичный для тропических лесов.

## Демография
По данным переписи населения 2010 в Хане проживало 1235 человек. Плотность населения составляла 40,8 человек на квадратный километр.
Расовый состав города:
- 22,2 % белых ,
- 0,1 % афроамериканцев ,
- 0,1 % американских индейцев и коренных жителей Аляски ,
- 5,0 % выходцев из Азии ,
- 29,1 % жителей островов Тихого океана ,
- 0,8 % представителей другой расы ,
- 42,8 % представителей двух или более рас.
- 9,8 % латиноамериканцев.

По состоянию на 2010 год насчитывалось 390 домашних хозяйств, из которых 23,8 % имели детей в возрасте до 18 лет, проживающих с ними, 45,6 % являлись супружескими парами, живущими вместе, 9,7 % одинокие женщины, а 35,4 % не имели семьи.
По состоянию на 2010 год, в Хане население было распределено следующим образом: 27,8 % в возрасте до 18 лет, 8,5 % от 18 до 24 лет, 24,3 % от 25 до 44 лет, 25,7 % от 45 до 64 лет и 13,5 % в возрасте 65 лет и старше. Средний возраст составлял 35,2 года. На каждые 100 женщин приходилось 105,5 мужчин. На каждые 100 женщин возрастом 18 лет и старше насчитывалось 111,9 мужчин.
По состоянию на 2000 год средний доход домохозяйства в Хане составлял 50 833 USD, а средний доход семьи — 54 167 USD. Средний доход мужчин составлял 26 146 USD по сравнению с 22 969 USD у женщин. Доход на душу населения составлял 14 672 USD. Около 5,6 % семей и 8,6 % населения жили ниже черты бедности, в том числе 10,4 % из них моложе 18 лет и 3,8 % тех, кто в возрасте 65 лет и старше.

## Популярная культура
О серфинг-культуре Ханы рассказала писательница Сьюзан Орлеан в журнале Outside в 1998 году, тем самым вдохновив фильм 2002 года Blue Crush.

## Здравоохранение
Технически не больница или отделение неотложной помощи, «Hana Health Clinic» (или «Hana Medical Center») работает в сотрудничестве с «American Medical Response» и «Maui Memorial Medical Center» для стабилизации и транспортировки пациентов с неотложными заболеваниями. Он открыт 24/7 для оказания неотложной помощи. В учреждении также предлагаются плановые медицинские осмотры, ведение хронических заболеваний (сердечные заболевания, диабет, астма), скрининг рака (мазки Папаниколау, маммограммы, простаты и толстой кишки), плановая гинекология, услуги по планированию семьи, базовая лаборатория и рентген, местный медпункт и направления для получения специализированной помощи.

## Экономика
Основными работодателями в Хане являются отель «Travaasa Hana», средняя и начальная школы Ханы и государственный парк Вайанапанапа.

## Известные люди
- Королева Каауману, родившаяся в Хане в 1768 году[2],
- Чарльз Линдберг, американский летчик, вышел на пенсию в 1970-х годах и был похоронен недалеко от Ханы в 1974 году[2],
- Пэт Бенатар, американская певица, имеет дома в Хане и в Калифорнии.
- Фрэнк Герберт, писатель-фантаст, переехал в Хану в 1980 году, ближе к концу своей жизни.
- Джордж Харрисон, английский музыкант и его жена Оливия Харрисон владели недвижимостью в Хане. Харрисон написал песню «Soft-Hearted Hana» о времени, проведенном на Гавайях. Также в Хане был снят музыкальный видеоклип к песне Харрисона «This is love»